# خورشیدگرفتگی ۲۱ ژوئن ۱۹۸۲
خورشیدگرفتگی ۲۱ ژوئن ۱۹۸۲ (به انگلیسی: Solar eclipse of June 21, 1982) یک خورشیدگرفتگی از نوع خورشیدگرفتگی جزئی است. این خورشیدگرفتگی در تاریخ ۲۱ ژوئن ۱۹۸۲ میلادی (‎۳۱ خرداد ۱۳۶۱ خورشیدی) روی داد که زمان اوج آن، ساعت ۱۲:۰۴:۳۳ به‌وقت ساعت هماهنگ جهانی بوده‌است.